# Les Époux Orlov
Les Époux Orlov (en russe : Супруги Орловы, Suprugi Orlovy) est une nouvelle de Maxime Gorki, parue en 1896-1897, dans le recueil Esquisses et Récits (en russe : Очерки и рассказы).

## Résumé
Récit des changements qui se produisent dans la vie des jeunes époux Orlov, lors de la survenance d'une grave épidémie dans leur ville. Grégoire est ivrogne et dépravé et Marthe doit supporter toutes les algarades et les coups de son mari. Les époux se déchirent depuis le début de leur mariage trois ans auparavant. Ce sont de pauvres cordonniers vivant et travaillant dans une sombre pièce au plafond voûté. Quand l'épidémie frappe la ville, ils deviennent, par hasard, tous deux aide-infirmiers au baraquement des malades du choléra. C'est une période pénible et dangereuse pour tout le monde et les morts s'entassent après les pénibles convulsions de la maladie. Mais Grégoire et Marthe deviennent des infirmiers modèles et dévoués. Le changement de vie qu'ils connaissent modifie complètement leur vision du monde et de leur couple. Ils se sentent plus heureux dans cette situation pleine de dangers. Mais chacun des époux finit par devoir réaliser sa destinée… 

## Édition française
- Les Époux Orlov, traduit par Claude Momal, Paris, Éditions Allia, 2020  (ISBN 979-1-03-0412-77-2).

## Adaptations

### Cinéma
- 1978 : Les Époux Orlov (ru), film soviétique réalisé par Marc Donskoï (1901-1981) dont c'est le dernier film avant sa mort.